# Vinadio
Vinadio (Vinaj in piemontese, Vinai in occitano) è un comune italiano di 570 abitanti della provincia di Cuneo in Piemonte.

## Geografia fisica
È situato nella Valle Stura di Demonte (Alpi Marittime), lungo il fiume Stura, ed è — assieme ai vicini paesi di Demonte e Pietraporzio — uno dei comuni occitani del Piemonte. Il territorio comunale di Vinadio è molto esteso: è il secondo, in Piemonte, dopo quello della città di Alessandria. Raggiunge il suo punto più elevato alla vetta della cima di Corborant (3 010 m). Fino al 1947 il territorio comunale comprendeva anche l'alta val di Ciastiglione, poi passata alla Francia.
È località turistica e termale (Bagni di Vinadio, a quota 1 305 m s.l.m.). Nella frazione di Sant'Anna di Vinadio sorge un santuario — il santuario di Sant'Anna — che è il luogo di culto cristiano posizionato alla maggiore altitudine in Europa (2 035 metri).

## Storia
La forma del territorio comunale di Vinadio risulta nel Quattrocento definita da tre valli alpine che si incontrano lungo la valle Stura.

### Simboli
Due scaglioni rovesciati di rosso ricordano la forma della lettera “V”, sormontati dal grappolo d'uva che ha assonanza con "vino" del toponimo e della sua forma antica Vinaium. L'uva allude inoltre alle pregiate produzioni vitivinicole della zona, concetto ribadito dal motto latino Sicut vitis abudans ("Come vite feconda") tratto dal salmo 127.
Il gonfalone è un drappo partito di rosso e di bianco.

## Monumenti e luoghi d'interesse

### Forte Albertino
Le fortificazioni sono tra i più significativi esempi di architettura militare dell'arco alpino. Lo sviluppo longitudinale del forte è di 1 200 metri su tre livelli, con circa 10 km di percorsi interni. Nel corso dell'ultima guerra, il forte fu oggetto di diversi bombardamenti angloamericani e le sue mura ne portano ancora i segni. Fu eretto da Casa Savoia al tempo del Regno di Sardegna; il suo restauro è stato completato negli anni duemila. È sede di visite turistiche e manifestazioni culturali.

### Chiesa di San Fiorenzo
Costruita nel XIV secolo, la chiesa parrocchiale di Vinadio venne interessata da un rifacimento nel XVII secolo.

## Società

### Evoluzione demografica
Abitanti censiti

## Economia

### Industria
- A Vinadio è stata fondata l'azienda Fonti di Vinadio S.p.A. che produce l'acqua minerale naturale "Sant'Anna di Vinadio", proveniente dalla fonte "P. Migliorello", nella località Besmorello.
- In località Goletta è presente una centrale idroelettrica, alimentata dalla diga di Rio Freddo.

## Infrastrutture e trasporti
Vinadio è raggiungibile da Borgo San Dalmazzo attraverso la strada statale n. 21 per il Colle della Maddalena (confine di stato con la Francia).

## Amministrazione
Di seguito è presentata una tabella relativa alle amministrazioni che si sono succedute in questo comune.
| Periodo        | Periodo        | Primo cittadino       | Partito                          | Carica  | Note  |
| -------------- | -------------- | --------------------- | -------------------------------- | ------- | ----- |
| 10 giugno 1988 | 7 giugno 1993  | Angelo Pietro Giverso | Democrazia Cristiana             | Sindaco | [ 7 ] |
| 7 giugno 1993  | 28 aprile 1997 | Angelo Pietro Giverso | Democrazia Cristiana             | Sindaco | [ 7 ] |
| 28 aprile 1997 | 14 maggio 2001 | Angelo Pietro Giverso | Centro Cristiano Democratico     | Sindaco | [ 7 ] |
| 14 maggio 2001 | 30 maggio 2006 | Riccardo Ambrogio     | lista civica                     | Sindaco | [ 7 ] |
| 30 maggio 2006 | 16 maggio 2011 | Angelo Pietro Giverso | -                                | Sindaco | [ 7 ] |
| 16 maggio 2011 | 2021           | Angelo Pietro Giverso | lista civica Insieme per Vinadio | Sindaco | [ 7 ] |
| 2021           | In carica      | Giuseppe Cornara      | Lista civica                     | Sindaco |       |

### Altre informazioni amministrative
Il comune faceva parte della Comunità montana Valle Stura.

## Sport
La cittadina era stata designata come teatro d'arrivo della diciottesima tappa del Giro d'Italia 2001: tuttavia, in seguito ad una perquisizione effettuata la notte precedente dai NAS negli alberghi dei ciclisti, questi ultimi hanno deciso di non disputare la tappa in segno di protesta. Quindici anni dopo il paesino ospitò un altro arrivo di tappa, la ventesima del Giro d'Italia 2016: vinse in solitaria l'estone Rein Taaramäe, mentre conquistò la maglia rosa Vincenzo Nibali.